# Tincalconita
La tincalconita es un mineral de la clase de los minerales boratos, y dentro de esta pertenece al llamado “grupo tincalconita-bórax”. Fue descubierta en 1878 en el desierto de Mojave del condado de San Bernardino, estado de California (EE. UU.), siendo nombrada así del sánscrito tincal -bórax- y del griego konis -polvo-, en alusión a su composición y aspecto. Sinónimos poco usados son: mojavita o bórax octaédrico.

## Características químicas
Es un borato hidroxilado e hidratado de sodio, con estructura molecular de neso-tetra-borato.

## Formación y yacimientos
Se forma típicamente como producto de la deshidratación del bórax y otros boratos de sodio, apareciendo en pizarras arcillosas con minerales boratos metamorfizados.
Suele encontrarse asociado a otros minerales como: bórax o kernita.